# TI-Nspire CX II-T
TI-Nspire CX II-T is een rekenmachineproductfamilie die Texas Instruments in juli 2007 op de markt heeft gebracht.
De productfamilie omvat verschillende hard- en software-elementen en uitbreidingen. Het belangrijkste conceptuele kenmerk is de koppeling van numerieke en algebraïsche rekenomgeving, dynamische meetkunde, en spreadsheet en de statistiek in een geïntegreerd systeem, in lijn met de didactische discussie over meervoudige representaties.

## Hardware-versies
- TI-Nspire CX II-T
- TI-Nspire CX II-T CAS

## Software-versies
- TI-Nspire en TI-Nspire CAS Student Software voor Windows en Mac OS X (compatibel met TI-Nspire CX II-T vanaf versie 5)
- TI-Nspire en TI-Nspire CAS Premium Teacher Software voor Windows en Mac OS X (compatibel met TI-Nspire CX II-T versie 5 en hoger)
- TI-Nspire app voor iPad
- TI-Nspire CAS app voor iPad

## Uitbreidingen
- Docking station voor het opladen van TI-Nspire handhelds, het overzetten van gegevens en het updaten van het besturingssysteem
- TI Innovator Hub - een multiprotocol sensorinterface
- TI Innovator Rover - een robotkit

## Speciale kenmerken

### Toepassingen
De belangrijkste innovatie ten opzichte van conventionele grafische rekenmachines is de combinatie van de wiskundige basissoftwaretypes computeralgebra, dynamische geometrie en spreadsheetberekening met een omgeving voor het verzamelen en evalueren van meetwaarden in een geïntegreerd systeem.

### Behandeling van variabelen
De hierboven genoemde term "geïntegreerd systeem" betekent hier dat wijzigingen in een variabele in de ene toepassing onmiddellijk van invloed zijn op berekeningen, grafieken, tabellen enz. die afhankelijk zijn van deze variabele in een andere toepassing. Voorbeeld: een celinvoer in de spreadsheettoepassing Lists& Spreadsheet wordt opgeslagen als variabele a, maar a is ook een parameter van de functie f(x) = a-x², dan wordt de functiegrafiek onmiddellijk opnieuw getekend wanneer de celinvoer wordt gewijzigd. Bij andere vergelijkbare producten zijn de verschillende toepassingen vaak maar beperkt aan elkaar gekoppeld.

### Toetsenbord
In tegenstelling tot andere grafische rekenmachines hebben de handhelds van de TI-Nspire familie eigen toetsen voor het invoeren van letters en cijfers. Net als de functietoetsen zijn deze in verschillende gebieden gerangschikt.

### Programmeerbaarheid
De TI-Nspire kan geprogrammeerd worden in TI-Basic en Python.